# Milko Linares
Milko Linares – peruwiański zapaśnik walczący w stylu klasycznym. Mistrz Ameryki Południowej w 1983. Brązowy medalista igrzysk boliwaryjskich w 1985 roku.